# Nożyczki (film)
Nożyczki (ang. Scissors) – amerykański film fabularny z 1991 roku w reżyserii Franka De Felitty.

## Obsada
- Sharon Stone – Angie Anderson
- Steve Railsback – Alex Morgan/Cole Morgan
- Ronny Cox – doktor Stephan Carter
- Michelle Phillips – Ann Carter
- Vicki Frederick – Nancy Leahy
- Larry Moss – pan Kramer
- Austin Kelly – Folger
- Albert Powell – oficer policji
- Jesse Garcia
- Will Leskin – Billy
- Ivy Jones – matka
- Laura Caulfield – aktorka z telenoweli
- Ed Crick – Frank Brady
- Hal Riddle
- Ivy Bethune
- Jim Shankman – Bob, sprzedawca
- Mary Reynard – służąca
- George Fisher – napastnik
- Howie Guma – sprzedawca
- Kelly Noonan – młoda Angie
- Ted Noose – Cabbie
- Leonard Rogel – rudobrody w teatrze
- George Valesquez – Richard Bailey
- Carl Ciarfalio – napastnik

## Fabuła
Angie to piękna młoda kobieta, ale pewna tajemnica z dzieciństwa nie pozwala jej na normalne kontakty z mężczyznami. Jej stan pogarsza się, kiedy zostaje zaatakowana w windzie. Wprawdzie ratuje ją sąsiad, Alex Cole, ale staje się to początkiem dziwnych wydarzeń. Angie szuka ratunku u psychiatry, poddaje się hipnozie, wreszcie znajduje ciało napastnika z windy we własnej sypialni.